# フェリクス・カジェハ

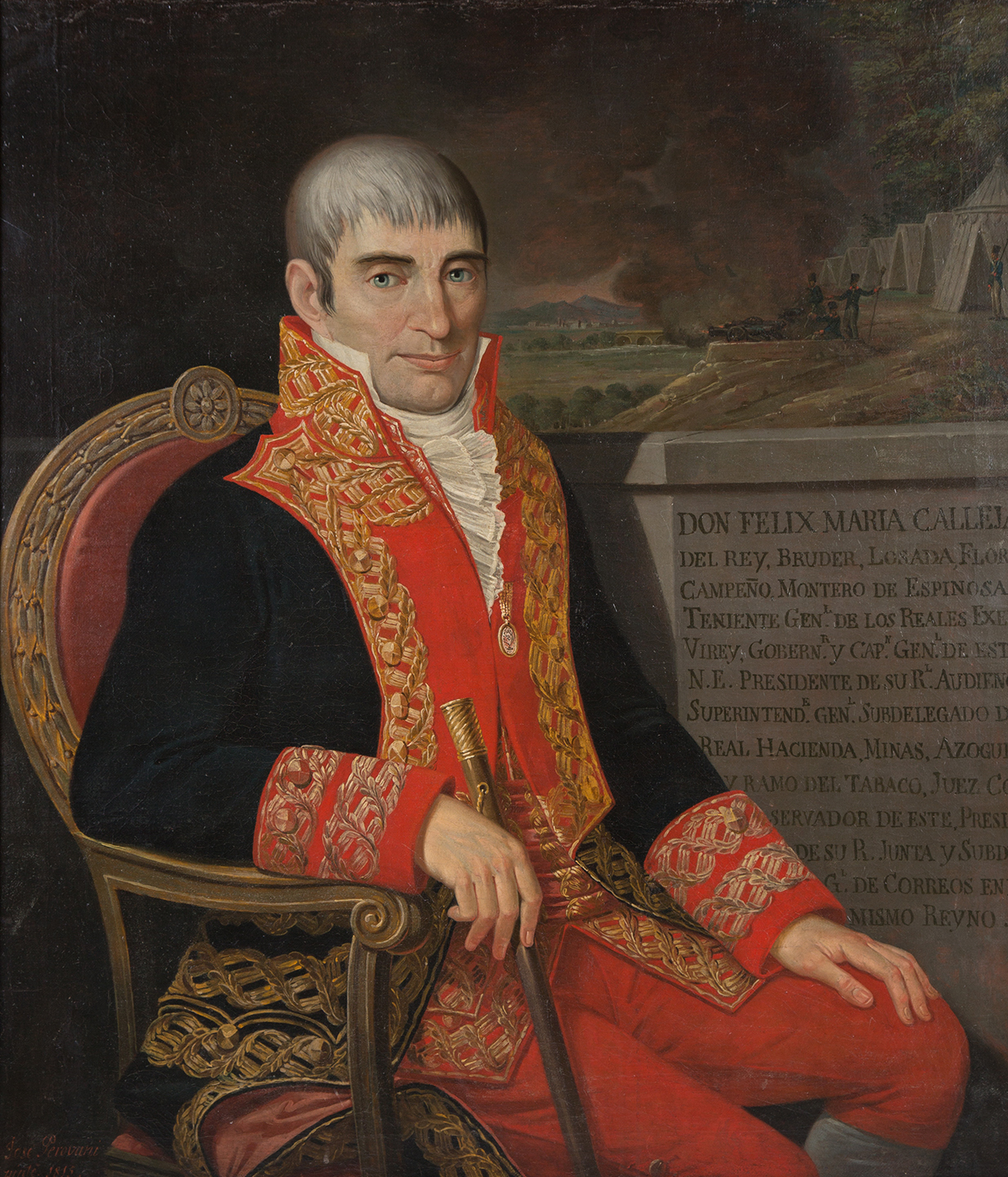
フェリクス・カジェハ

初代カルデロン伯爵フェリクス・マリア・カジェハ・デル・レイ（Félix María Calleja del Rey, I Conde de Calderón、1753年11月11日 - 1828年7月24日）は、スペインの軍人、政治家。第60代ヌエバ・エスパーニャ副王（1813-1816年）をつとめた。メキシコ独立革命初期の反乱の鎮圧で知られる。

## 生涯
カジェハはバリャドリッド県メディナ・デル・カンポで生まれた。1773年に陸軍のサヴォイ歩兵連隊に入り、アレハンドロ・オレイリーによる1775年のアルジェ遠征 (Invasion of Algiers (1775)) に参加した。1780年からジブラルタル包囲戦とメノルカ島侵攻でイギリスと戦った。その後は軍事学校で教鞭をとった。
1789年にプエブラの歩兵連隊長に任命され、同時に第52代副王に任命されたレビジャヒヘド伯爵フアン・ビセンテ・デ・グエメスとともにメキシコに渡った。いくつかの任務をこなした後、1800年にはサン・ルイス・ポトシの第10旅団の長に任命された。カジェハは地元の裕福なクリオーリョの娘と結婚し、クリオーリョ社会とも深い結びつきを持った。

### メキシコ独立革命
1810年にミゲル・イダルゴ、イグナシオ・アジェンデ、フアン・アルダマらによる反乱が起きた。セラヤ、グアナフアト、バリャドリード（モレリア）を占領した反乱軍は首都メキシコシティを目指し、1810年10月30日のモンテ・デ・ラス・クルセスの戦い (Battle of Monte de las Cruces) で勝利したが被害も大きく、いったんグアナフアトに退却した。これに対してカジェハの率いる軍は11月にアクルコで戦って勝利を得、グアナフアトを制圧した。1811年1月のカルデロン橋の戦い (Battle of Calderón Bridge) でも勝利した。カジェハは反乱の本拠地グアダラハラを制圧した。カルデロン橋の戦いで軍が崩壊してしまったイダルゴらは3月に捕えられ、その後処刑された。イダルゴ軍は数万人の規模があったが、その大部分はライフルを持たず、教練も受けていなかった。このためヌエバ・エスパーニャ最高の軍隊であるカジェハ軍にはまったく太刀打ちできなかった。
ホセ・マリア・モレロスの反乱に対しては1812年2月から5月にかけて今のモレロス州で72日間のクァウトラ包囲戦 (Siege of Cuautla) を行った。この戦いはモレロス側がクァウトラを放棄したという意味ではカジェハ側の勝利だったが、包囲戦が不完全に終わり、高い代償を伴ったためにカジェハの人気を損なった。
副王ベネガスに反乱の鎮圧の能力がないと批判する人々の人気をカジェハは集めた。

### ヌエバ・エスパーニャ副王
1813年3月4日にカジェハはベネガスにかわって新しい副王に就任した。
1813年には300パーセントのインフレと大規模な疫病に襲われた。
カジェハは異端審問によって差し押さえられた物、商業、アルカバラ (alcabala) と呼ばれる取引税を資金として用い、兵力の強化につとめた。
1815年11月にはホセ・マリア・モレロスを捕えることに成功した。1816年にはその圧倒的な軍事力によってほとんどの主要な反乱を鎮圧し、その首領を処刑した。
一方政治的には自由主義的なカディス憲法をヌエバ・エスパーニャの現状に合わない邪魔者扱いした。カジェハは軍人としては優れていたが政治家としての柔軟さを持たず、暴君としてふるまった。
1816年9月にキューバ総監のフアン・ルイス・デ・アポダカが後任の副王に任命され、カジェハはスペインに帰国した。

### 帰国後
帰国後はイサベル女王勲章、サン・エルメネヒルド勲章、サン・フェルナンド勲章を受章した。有名なカルデロン橋の戦いで敵を破ったことからカルデロン伯爵の称号を与えられ、アンダルシア総監に任命された。
彼がスペインからアメリカ大陸に軍隊を送り込もうとしているときにスペイン立憲革命が発生した。カジェハは逮捕され、マジョルカ島に監禁された。1823年に絶対主義が復活すると、バレンシア総監に任命された。1828年にバレンシアで没した。